# 元洲仔公園

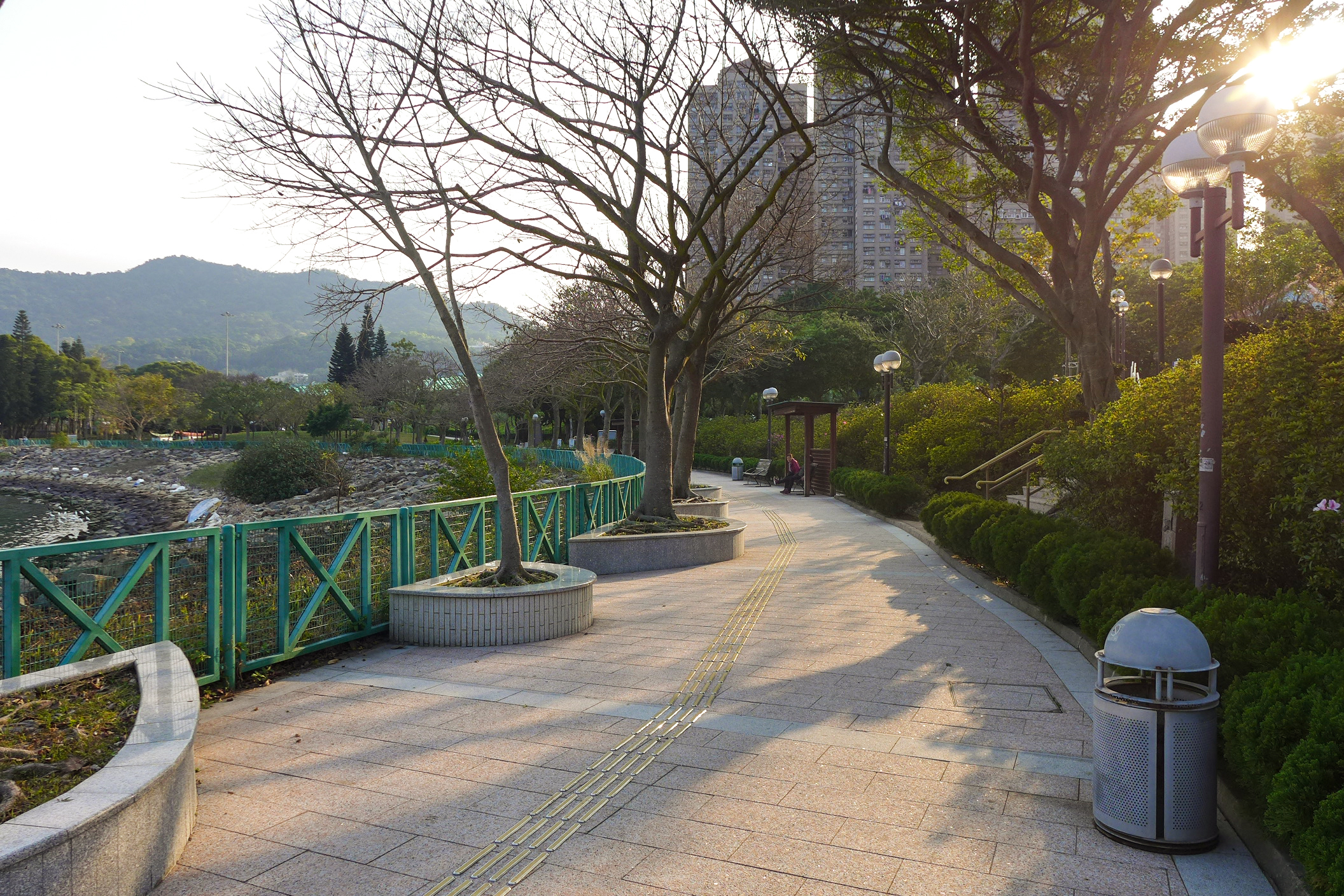
公園長廊

元洲仔公園（英語：Yuen Chau Tsai Park），位於香港新界大埔元洲仔完善路、林村河河口、大埔海濱公園的對面河堤之上，於1991年建成，目前由康樂及文化事務署管理。
公園裡的元洲仔自然環境保護研究中心前身為政務司官邸，建於1905年，自1986年起交給世界自然（香港）基金會使用。

## 軼事
2005年8月，有市民發現公園內的樹上滋生了數百隻蛞蝓，事件一度引起傳媒關注。

## 設施

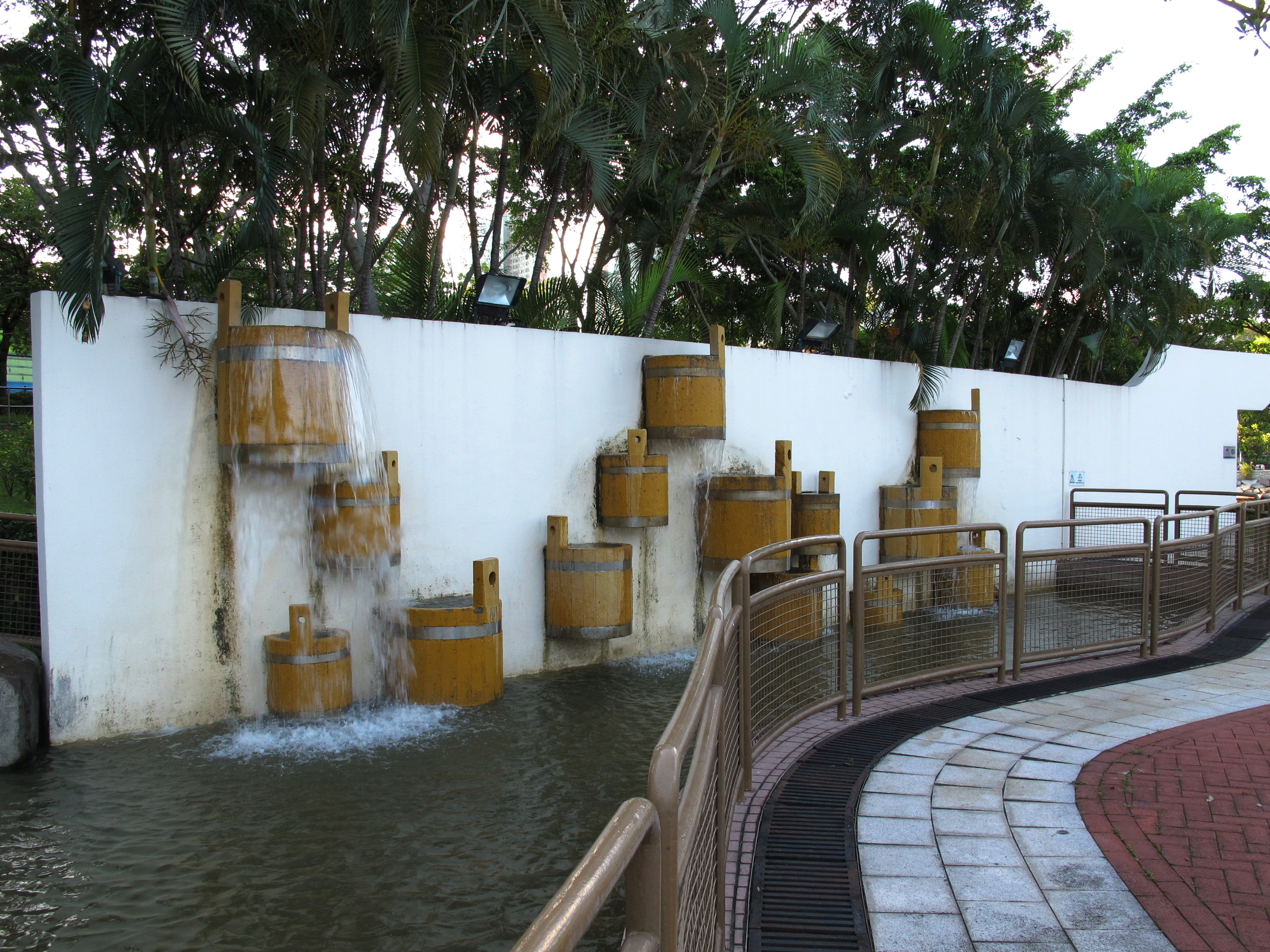
水池
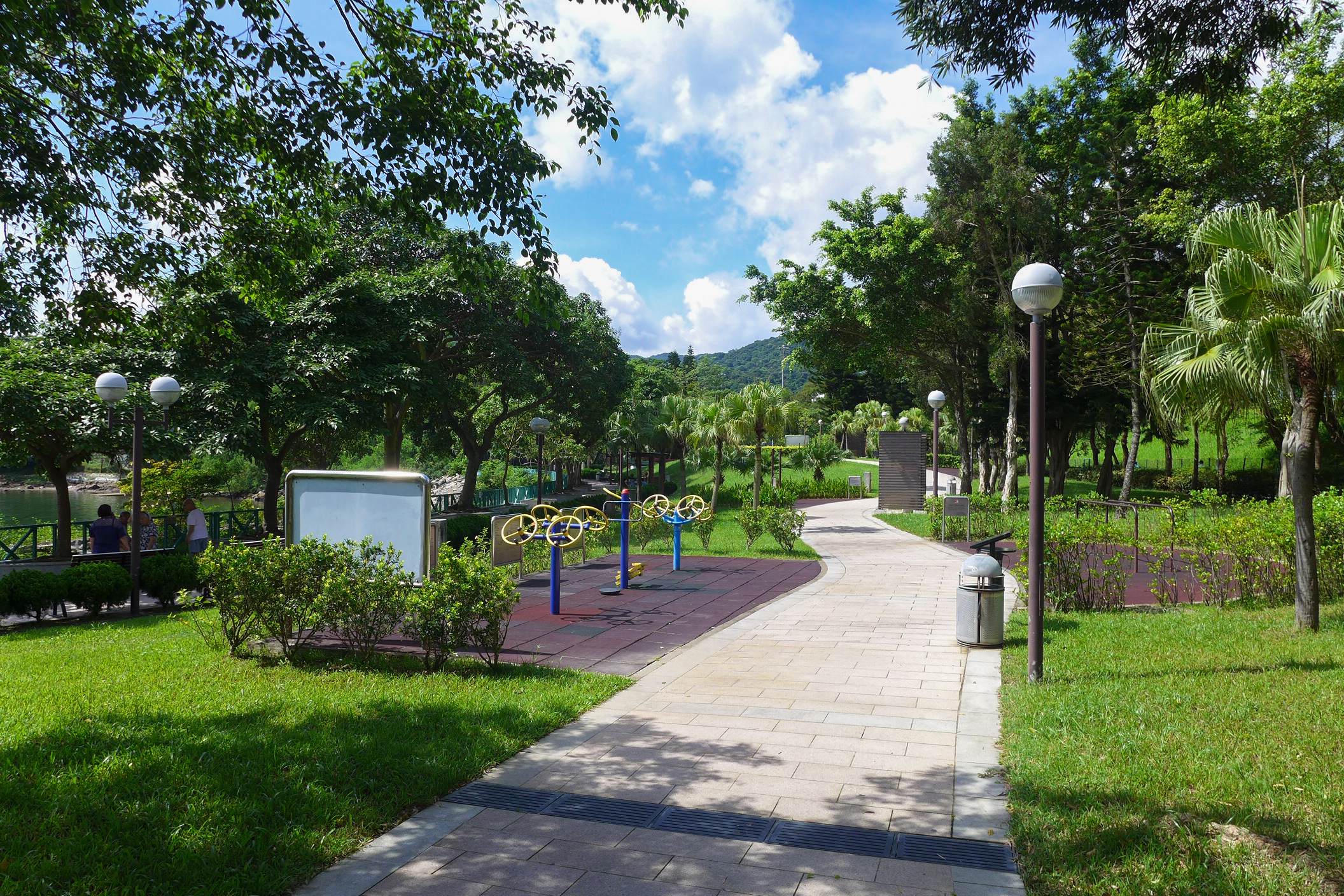
草坪及健身設施
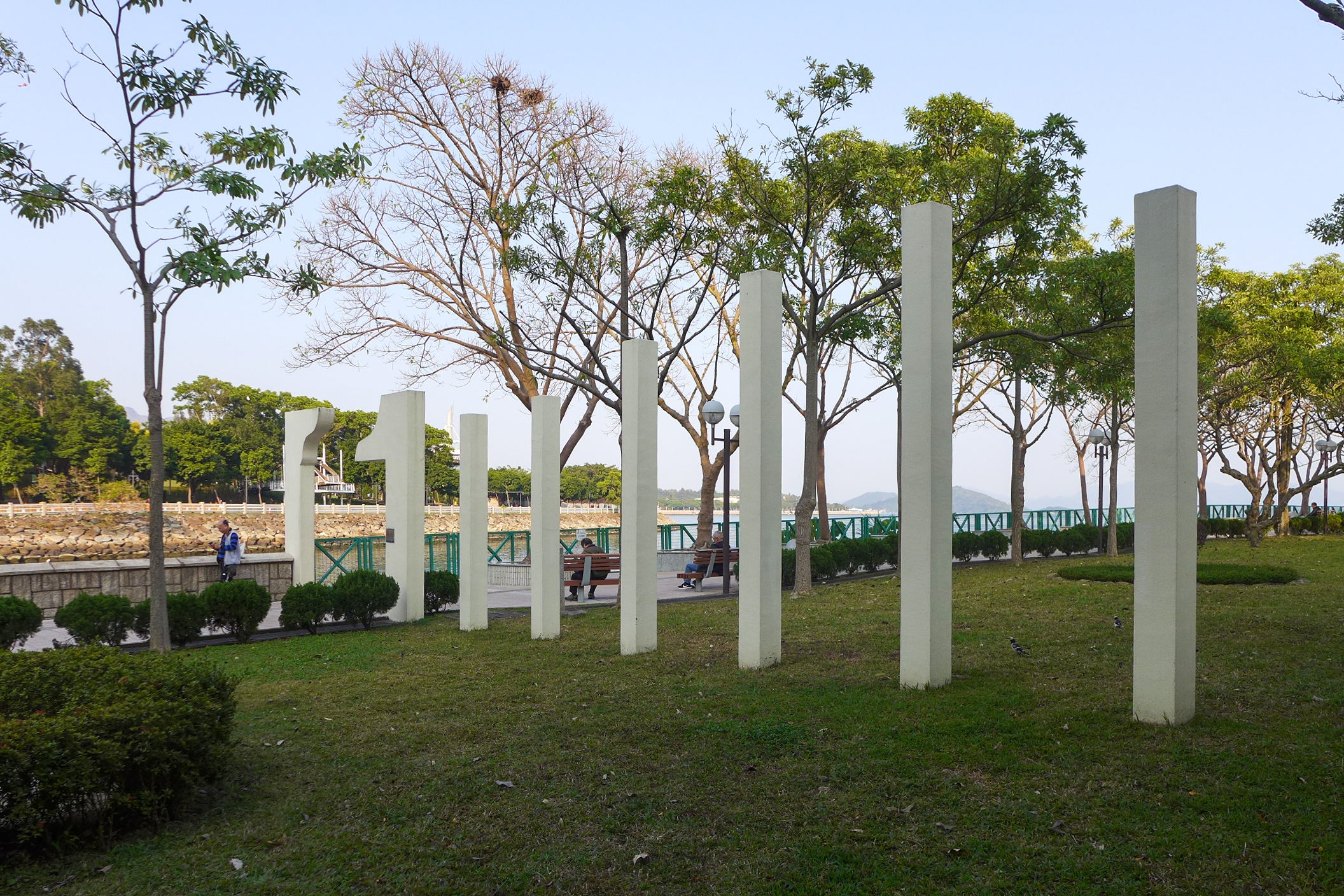
長廊裝飾
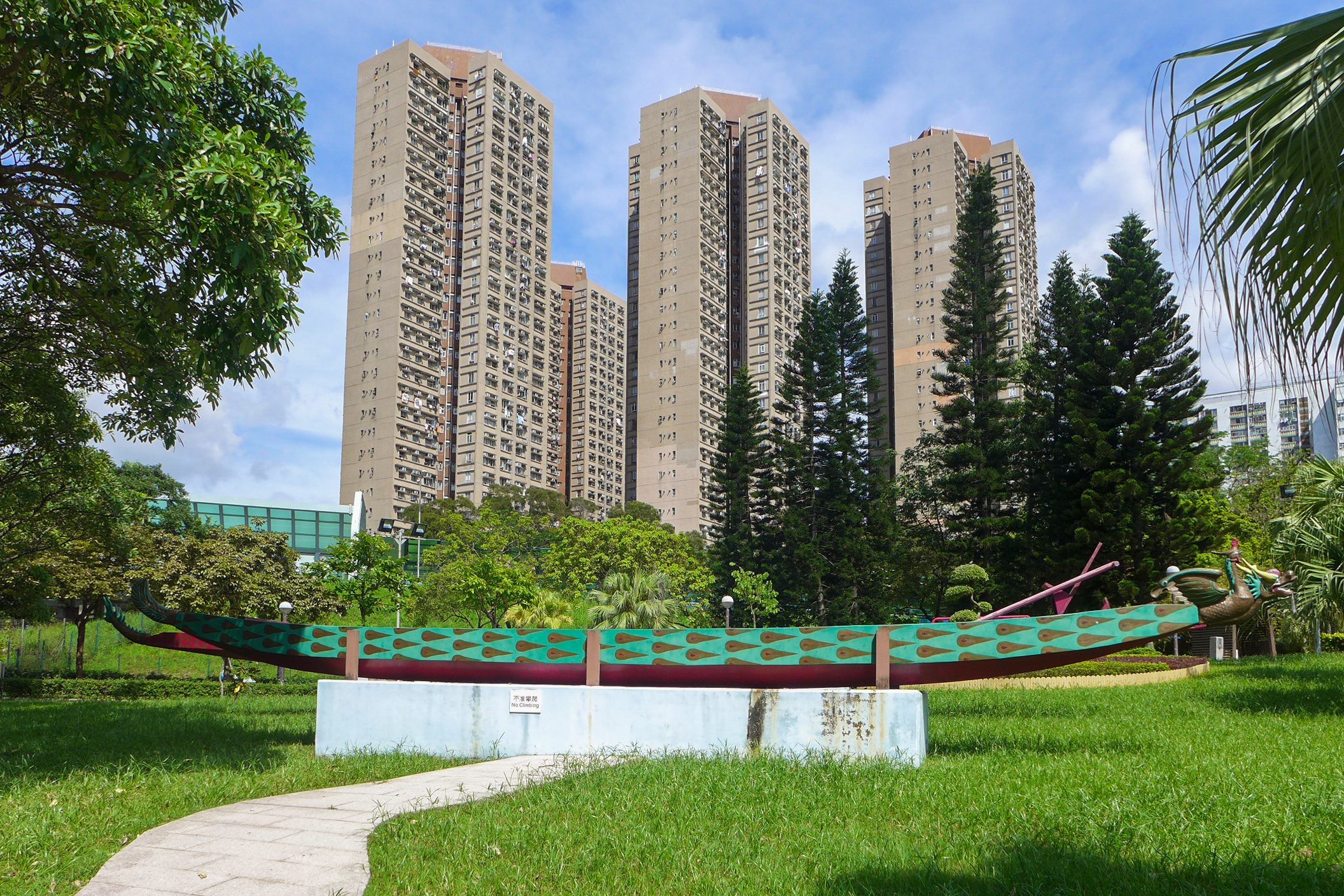
龍舟裝飾